# أندرو ر. هاينز
أندرو ر. هاينز (بالإنجليزية: Andrew R. Heinze) هو مؤرخ أمريكي، ولد في 19 يناير 1955 في باسيك في الولايات المتحدة.